# Zdeněk Kudrna (motociclista)
Zdeněk Kudrna (Čisovice, 2 settembre 1946 – Stadskanaal, 1º  giugno 1982) è stato un pilota motociclistico cecoslovacco, specialista di speedway, ice speedway e grass track.

## Carriera

### Gli inizi nel motocross
Kudrna cominciò a praticare il motocross nel 1962, laureandosi anche campione nazionale.

### Speedway
Nel 1972 passò allo speedway, inizialmente per squadre cecoslovacche.
Corse per squadre inglesi di speedway a partire dalla stagione 1979: dapprima per gli Exeter Falcons (1979), poi per i Birmingham Brummies (nel 1980 e poi, dopo che nel 1981 le autorità cecoslovacche gli negarono il nulla osta al trasferimento in Gran Bretagna, nella stagione 1982).
Raggiunse le finali del Speedway World Championship nel 1978, quando però non terminò la gara, e nel 1979, dove chiuse al settimo posto. Fu inoltre membro della nazionale cecoslovacca che vinse il bronzo alla Speedway World Team Cup del 1979, e che chiuse al quarto posto quella successiva.

### Ice speedway
Nell'ice speedway vinse per due volte il bronzo nell'Individual Ice Speedway World Championship (1977 e 1979).

### Grass track
Raggiunse per sei volte le finali del World Longtrack Championship (1975, 1976, 1977, 1978, 1979, 1980 e 1981). Il suo miglior risultato fu il sesto posto del 1976.
Fu campione nazionale nel 1977.

## Morte
Kudrna è morto per le conseguenze di un incidente durante una gara di grass track in corso a Stadskanaal il 31 maggio 1982, valida per il campionato europeo: si schiantò contro le barriere, finendo impalato da un palo di legno che le sosteneva. Portato in ospedale fu operato, ma morì il giorno successivo.